# 亞比該

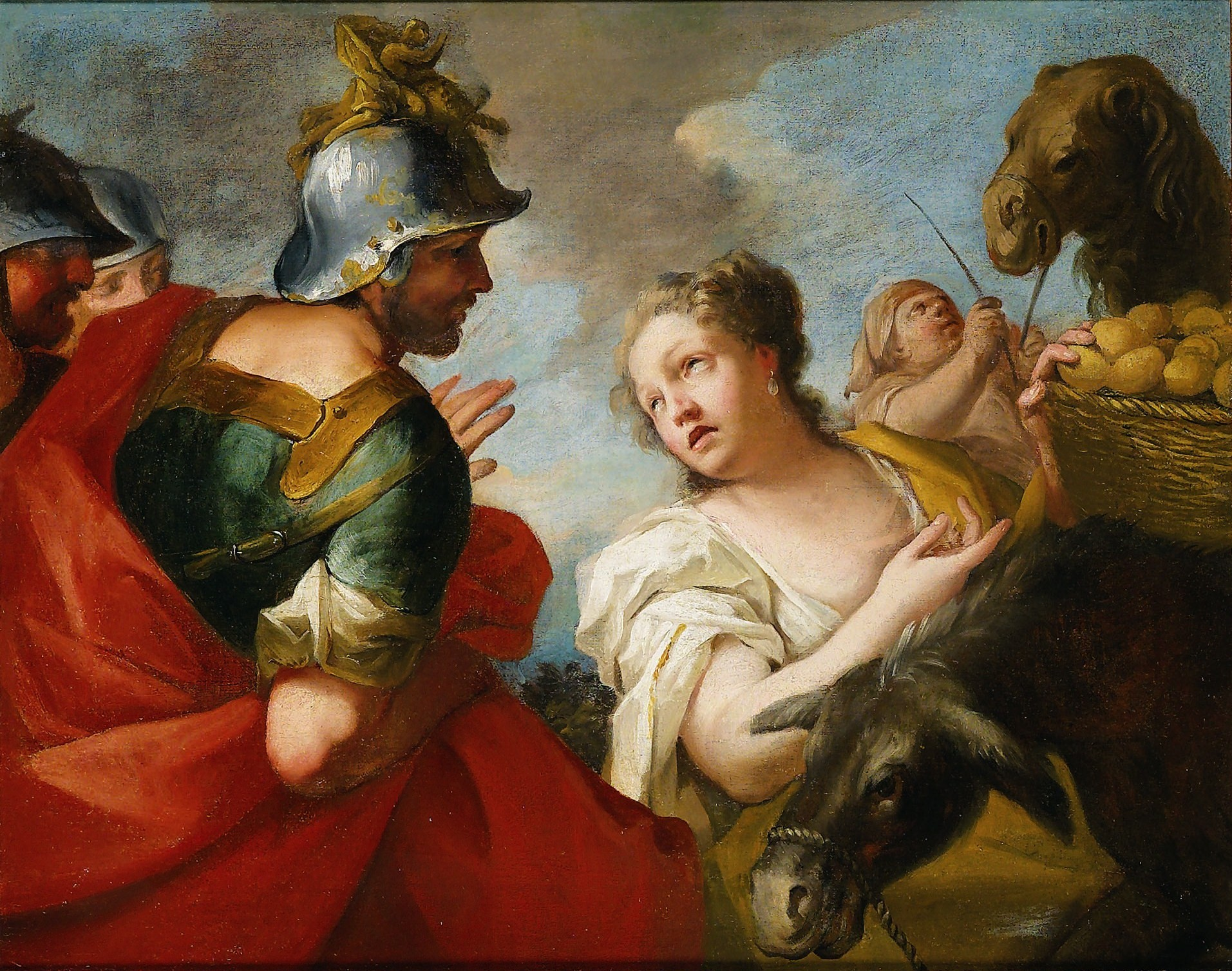
《大卫与亞比該》，安东尼奥·莫利纳里著。

亞比該（希伯來語： /אֲבִיגַיִל אֲבִיגָיִל，現代希伯來語：Avigáyil，提比里亞發音：ʾĂḇîḡáyil / ʾĂḇîḡāyil），天主教譯為阿彼蓋耳。名字的意思是「她父親的喜樂」或「喜樂的泉源」，迦密人，聖經形容她為「聰明俊美的婦人」。曾為拿八妻子，拿八死後，成為了大卫王的第二位妻子。為大衛生了次子——基利押（代上3:1作但以利）。

## 亞比該與大衛
亞比該的丈夫，迦密人拿八，聖經形容他是個「性情凶暴，無人敢與他說話」的人。過往，他的牧人曾在大衛那裡牧羊，大衛晝夜為他們作保障。後來大衛落難的日子，大衛從曠野打發使者來問拿八的安，但拿八卻瞧不起人，竟辱罵他們。話傳到大衛耳中，惹了他的怒氣，大衛就立即帶四百人前往迦密，打算殺清凡屬拿八的男丁。
亞比該得到消息後，馬上命僕人將二百餅，兩皮袋酒，五隻收拾好了的羊，五細亞烘好了的穗子，一百葡萄餅，二百無花果餅，都馱在驢上，暗中攔截大衛的部隊，哀求大衛放過她的丈夫，又向神祈求賜福大衛。大衛被打動，又欣賞她的知識，於是看著神和她的份上，收了她的禮物，就打道回府。
亞比該回去後，看見拿八設擺筵席，快樂大醉。等到次日早晨，拿八醒了酒，亞比該將這些事都告訴他，他就魂不附體，身僵如石頭一般。過了十天，耶和華擊打拿八，他就死了。
大衛聽見拿八死了，就打發人去，與亞比該說，要娶他為妻。亞比該答應，就跟從大衛的使者去了，她就作了大衛的妻子。

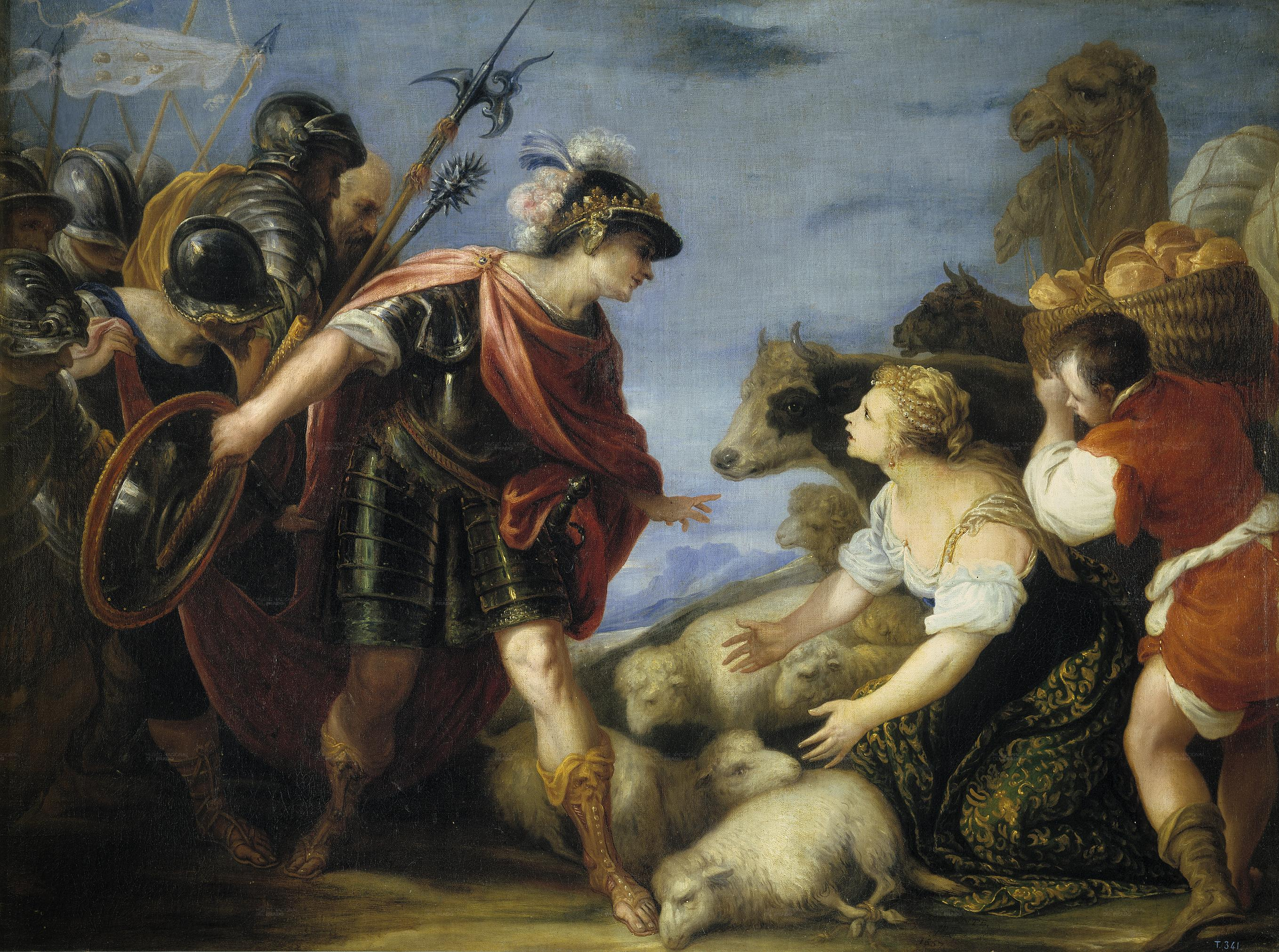
谨慎的亞比該，胡安·安东尼奥·埃斯卡兰特著。

## 大衛的姐妹亞比該
與上述的亞比該非同一人，記載在撒母耳記下17章和歷代志上2章十五至十六節。她是大衛的姐妹，與約押的母親洗魯雅同是姊妹。亞比該與以實瑪利人益帖親近，就生亞瑪撒。